# Évasion de Mauzac
L'évasion de Mauzac est celle effectuée dans la nuit du 15 au 16 juillet 1942 par onze agents secrets français et britanniques du Special Operations Executive (SOE) détenus au camp d'internement de Mauzac en Dordogne. Ils avaient été arrêtés en octobre 1941 en zone non-occupée, dans le cadre d'un coup de filet de la police française : trois à Châteauroux et huit sur la côte méditerranéenne. La réussite de l'évasion leur permit de retourner à Londres et de se remettre tous en selle. Certains d'entre eux furent renvoyés en mission en France comme chefs de réseau (réseaux action dits « réseaux Buckmaster », rattachés à la section F du SOE), où ils jouèrent un rôle déterminant pour approvisionner les résistants en armes et explosifs et perpétrer des attentats et sabotages contre l'ennemi, dans leurs zones d'action respectives.

## Protagonistes

### Onze évadés
- Georges Bégué ;
- Jean Bouguennec, alias Francis Garel ;
- Jack Hayes ;
- Clément Jumeau ;
- George Langelaan ;
- Jean Le Harivel ;
- Philippe Liewer ;
- Robert Lyon ;
- Jean Pierre-Bloch ;
- Raymond Roche, alias Bruce Cadogan ;
- Michael Trotobas.

### Personnes ayant échappé aux arrestations
- Victor Gerson, agent de la section F en 1941, futur chef du réseau d’évasion VIC de la section DF en 1942-44 ;
- Max Hymans, premier contact de la section F en France ;
- Gilbert Turck, agent de la section F.

### Aides extérieures
- Virginia Hall, chef d'un réseau SOE à Lyon : liaisons avec Londres, coordination d'ensemble des réseaux Buckmaster de la zone libre, fabrication des faux papiers d'identité des évadés ;
- Victor Gerson, chef du réseau VIC (réseau d’évasion du SOE) : exfiltration des agents ;
- Armand Goëau-Brissonnière, avocat de Philippe Liewer ; pour organiser l’évasion, il propose Lazare Rachline à Victor Gerson  ;
- Lazare Rachline, dit Lucien Rachet, concepteur, organisateur, superviseur et acteur de l’évasion ;
- Raoul Lambert, du réseau VIC, pseudo « Christian »[1] ;
- Thérèse Mitrani « Denise » ; elle convoie les évadés jusqu'à la frontière espagnole ;
- Odette, fiancée de Robert Lyon ;
- Gaby Pierre-Bloch [2], femme du député prisonnier : visites fréquentes (grâce à la proximité de son domicile, Villamblard), liaison avec Virginia Hall et avec Lazare Rachline ; remise de colis ;
- Albert Rigoulet « Le Frisé » : récupération des évadés à la sortie de prison et transport en camionnette.

### Complicités intérieures
- Deux gardiens qui guettent chaque soir du haut de leurs miradors : Joseph Velten, qui reste au camp ; Sevilla, qui a obtenu de partir avec les évadés.
- Le gérant du mess, qui accepte d'allumer, le moment venu, son briquet devant le mess pour indiquer que le chemin est libre.
- Maurice Dezès, le médecin du camp, prépare le somnifère que lui demande George Langelaan.

### Autres prisonniers
Parmi les prisonniers du camp au moment de l'évasion, voici quelques noms signalés dans les témoignages des évadés :
- Pierre Séailles, à qui Michael Trotobas fera appel plus tard pour devenir son adjoint dans le réseau Sylvestre-FARMER ;
- Jacques Pigeonneau, ex-consul général de France à Madrid ;
- Commandant Breuillac, futur général ;
- Frédéric O'Brady, acteur ;
- Marcel Fleuret, dont le garage à Châteauroux fut l'une des premières boîtes aux lettres du SOE en France (dès mai 1941) ; au camp, il est surnommé « le père Sabre » ;
- Colonel Alexandre ;
- Noël Guillery ;
- Antoine Fernandez ;

## Chronologie

### Arrestations en octobre 1941
Sur indication de la police spéciale locale, la Brigade de la surveillance du territoire de Limoges arrête Gerry Morel le 3 octobre, et trouve sur lui l'adresse de Marcel Fleuret, garagiste à Châteauroux (c'est une boîte aux lettres). Elle arrête Marcel Fleuret le 5 octobre à son garage, y tend une souricière et accentue sa surveillance dans la ville. C'est le point de départ d'une série d'arrestations, dont celles des onze agents (futurs évadés), entre le 6 et le 26 octobre, selon la séquence suivante :
- Le 6, George Langelaan, au café du Faisan, à Châteauroux, alors qu'il attend une prise de contact avec Georges Bégué ; il reconnaît avoir été chargé d'une mission de renseignement et de propagande ;
- Le 8, Michael Trotobas, au cours d'un contrôle d'hôtel à Châteauroux ;
- Le 9, Jean Bouguennec, au garage Fleuret, à Châteauroux, où il a été envoyé de Marseille par Gilbert Turck pour y reprendre contact avec Georges Bégué ; il indique l'adresse de la Villa des Bois, vallon de la Baudille à Marseille, où une surveillance est organisée à partir du 10, qui permettra sept arrestations du 17 au 24 ;
- Le 11, Philippe Liewer, à son domicile à Antibes ; la police l'a trouvé car il a été en relation avec George Langelaan qui a probablement commis une indiscrétion ;
- Le 17, Clément Jumeau, à la Villa des Bois, à Marseille ;
- Le 19[4], Jean Le Harivel au Noailles[5], [à Marseille ?] ;
- Le 20, Jean Pierre-Bloch, à la Villa des Bois, à Marseille ; accompagné de sa femme, il vient remettre 1 150 000 francs à Gilbert Turck ;
- Le 24, Robert Lyon et Jack Hayes, au café Le Mont Ventoux, à Marseille ;
- Le 24, Georges Bégué et Raymond Roche, à la Villa des Bois, à Marseille ;

Dès leur arrestation, les agents, inculpés d'atteinte à la sûreté extérieure de l'état, sont emprisonnés à Marseille ou à Limoges, et le 28 octobre transférés à la prison de Beleyme, à Périgueux, où ils vont rester cinq mois. Édouard Herriot proteste contre l'emprisonnement d'un député ; l'ambassadeur des États-Unis, William Leahy, intervient en faveur des prisonniers auprès du gouvernement français. En mars 1942, ils sont transférés au camp de Mauzac, où les conditions de détention sont un peu moins sordides.

### Préparatifs de l'évasion
Après plusieurs tentatives menées par Gaby Pierre-Bloch et Virginia Hall, à Lyon, Maître Goéau-Brissonnière, avocat de Philippe Liewer, propose à Lazare Rachline (qui gardera après guerre l’un de ses noms d’emprunt de la Résistance, Lucien Rachet), qui s’était porté volontaire pour mener à bien des missions dangereuses, de prendre en main le projet d'évasion. Il s'agit de faire évader 6 agents britanniques. Lazare Rachline apprend alors par Gaby Bloch que son mari est interné à Mauzac . Il décide donc de faire évader son ami par la même occasion, bien que celui-ci lui ait fait passer, par sa femme Gaby, un message lui disant qu'avec trois enfants, cela lui semblait très risqué. Rachline la convainc qu'il faut faire sortir Pierre-Bloch . Les Britanniques sont très réticents mais il obtient leur accord, ce qui fait passer le nombre de personnes à faire évader de 6 à 11 . Dès lors, il conçoit, organise et supervise l’ensemble de l’opération, s’entourant de plusieurs aides. Gaby Bloch, notamment, dont il apprécie particulièrement l'efficacité  lui sert de liaison entre l’extérieur du camp et l’intérieur, où elle peut rendre visite à son mari. Lazare Rachline va s'appuyer sur Raoul Lambert, qu'il connaît, qu'il a fait venir tout exprès, en qui il a confiance .
Dans le camp :
- Michael Trotobas organise l'entretien physique de ses camarades : une heure de gymnastique tous les matins ;
- Georges Bégué, bon mécanicien et bricoleur de précision, réussit à fabriquer une clé pour sortir du baraquement, lequel est verrouillé par les gardiens tous les soirs après l'appel : modelage à la mie de pain, utilisation d'outils apportés par Gaby Pierre-Bloch dans des colis, réalisation de la clé en fer blanc, etc. Il réalise aussi deux chevaux de frise en bois.
- Un prisonnier réalise une fausse porte en toile. En effet, la porte du baraquement, éclairée toute la nuit, est visible depuis l'un des miradors. La fausse porte sera donc substituée à la vraie pendant les quelques minutes que durera l'opération.

À l'extérieur du camp :
- Courant juin, Lazare Rachline est sur place, avec Raoul Lambert, pour s'assurer de la bonne exécution du plan et pour mettre au point la récupération - difficile - des évadés à leur sortie, avant de les prendre en charge pour leur exfiltration.
- Gaby Pierre-Bloch s'assure de la complicité de trois gardiens.
- Le 14 juillet au matin (veille de l'évasion), Odette (fiancée de Robert Lyon) et Gaby Pierre-Bloch (avec ses trois enfants) viennent rendre visite aux prisonniers. Lazare Rachline conseille à Gaby Pierre-Bloch de s'éloigner, ce que conseille également Georges Bégué, qui s'inquiète et leur explique que, l'évasion étant proche, elles doivent quitter le secteur pour ne pas être accusées de complicité. Odette part pour à Marseille et Gaby Pierre-Bloch à Vichy, où elle rend ostensiblement visite à la belle-sœur de Pierre Laval sous le prétexte de demander la mise en liberté provisoire des détenus. Avant de rentrer chez elle à Villamblard, elle restera à Vichy quelques jours, puis passera à Cannes.

### Évasion
Dans la soirée du 15 juillet :
- Au dîner, George Langelaan verse le somnifère dans le verre de Marcel Fleuret qui, craignant les représailles, s'était déclaré opposé au projet d'évasion ;
- les lits sont équipés de mannequins, pour faire illusion ;

À 3 heures du matin, le gardien complice, du haut de son mirador, donne le signal convenu en agitant son briquet. Alors :
- Georges Bégué ouvre la porte du baraquement (la serrure a été graissée la veille) ; et la porte de toile est tendue sur le battant ;
- Michael Trotobas arrache quelques piquets de barbelés ; il pose les chevaux de frise pour permettre aux évadés de ramper sans risque ; et il installe un tapis pour qu'en rampant, les évadés ne laissent aucune trace ; il reste debout au milieu de barbelés pour venir en aide à ceux qui s'accrocheraient ;
- puis les autres passent, un par un, avec un départ toutes les minutes : Robert Lyon, Jean Pierre-Bloch, George Langelaan, etc.

L'opération aura duré onze minutes. Puis, les onze agents — ainsi que le gardien qui a obtenu de les accompagner — se rendent au point de rendez-vous fixé par Lazare Rachline, à trois kilomètres de là, où les attendent Lazare Rachline, Albert Rigoulet et Raoul Lambert.
De l'intérieur, des détenus font disparaître les ustensiles utilisés (la clé, la porte en toile, les chevaux de frise, le tapis), de manière à rendre incompréhensible aux enquêteurs le mode d'évasion.

### Exfiltration
C'est le début d'exécution du plan d’exfiltration mis au point par Lazare Rachline, qui doit amener les évadés à Londres, après leur avoir fait traverser les Pyrénées et l’Espagne.
Les quinze hommes (les 11 évadés, le gardien Sevilla, Lazare Rachline, Albert Rigoulet, Raoul Lambert) s'entassent dans la camionnette Citroën commerciale, qui part aussitôt. Sur leur route, ils passent à Villamblard et poursuivent quinze kilomètres plus loin, où on les dépose dans la bruyère et la rosée. Il est 6 h 30. Albert Rigoulet s'absente une heure ; puis, revenu, il organise une cordée dans la forêt. Au bout de trois heures de marche, ils parviennent à la cachette qui a été préparée au milieu de la forêt : une maison et une grange délabrées et abandonnées, avec de quoi manger et faire sa toilette. Ils restent là treize jours, le temps de laisser passer l’effervescence provoquée par leur évasion et de faire établir des papiers d'identité.
Puis ils vont à Lyon, par groupes de deux et selon des chemins différents. Ils y sont hébergés quelques jours dans différentes familles. Puis a lieu le départ pour l'Espagne. Deux groupes de six sont formés, qui doivent être convoyés jusqu'à la frontière espagnole par Thérèse Mitrani.
Le 8 août, le premier groupe, réuni, quitte Lyon : Georges Bégué, Jack Hayes, Clément Jumeau, Jean Le Harivel, Jean Pierre-Bloch et Raymond Roche. Trajet : gare de Perrache… Le 9, à Banyuls-sur-Mer. Les quatre nuits suivantes, ils marchent pour franchir les Pyrénées et arrivent près de Barcelone. Ils y sont arrêtés par la garde civile. Ils changent de prison (Barcelone, Saragosse, Figueras, puis Miranda de Ebro). Cas de Jean Pierre-Bloch : le 28 octobre, l'enquête ayant abouti (l'ambassade d'Angleterre confirme qu'il est bien le capitaine Peter Martin, d'Ottawa), il est libéré ; il passe à Madrid et Gibraltar, et rentre par avion « avec un autre libéré des camps » jusqu'à Londres.
Le 28 août, le deuxième groupe quitte Lyon (bien que sans nouvelles du sort du premier groupe, qui devait être une condition) : Jean Bouguennec, George Langelaan, Philippe Liewer, Robert Lyon, Michael Trotobas, et Sevilla, le gardien de Mauzac. Thérèse Mitrani les convoie jusqu'à la frontière espagnole. Trajet : gare de Perrache à 10 h ; train pour Perpignan avec changement à Narbonne ; taxi de Narbonne à la frontière, via Collioure, Elne, Argelès. Traversée des Pyrénées dans la nuit du 28 au 29 août. Le 30 août, ils dorment toute la journée. Le 31 août, séparation en deux sous-groupes :
- Philippe Liewer et Robert Lyon continuent. Le 1er septembre, ils arrivent à Gerone, puis à Barcelone : ils sont reçus par le consul britannique, qui leur donne leurs nouvelles identités (Staunton pour Liewer et Bradley pour Lyon). Liewer passe par Lisbonne et arrive à Londres le 17 septembre. Lyon passe par Gibraltar et arrive à Londres le 3 octobre.
- Jean Bouguennec et Michael Trotobas ont pris le même chemin, mais ayant souffert des intestins et de l'estomac, arrivent un peu plus tard à Barcelone, et sont logés chez des sympathisants espagnols.

Remarque : George Langelaan, qui fait partie du deuxième est découvert par une patrouille de la garde civile espagnole frontalière et, après des étapes dans la prison de Figueras et le camp de Reas à Saragosse, il est, comme ceux du premier groupe, dirigé sur le camp de Miranda de Ebro.

### Poursuite des activités des évadés
Après leur retour à Londres, furent renvoyés en France comme chefs de réseau :
- Jean Bouguennec (réseau BUTLER),
- Jack Hayes (réseau HELMSMAN),
- Clément Jumeau (réseau REPORTER),
- Philippe Liewer (réseau SALESMAN),
- Robert Lyon (réseau ACOLYTE),
- Michael Trotobas (réseau FARMER).

Continuèrent le combat à Londres, dans des fonctions diverses :
- Georges Bégué,
- George Langelaan,
- Jean Le Harivel,
- Jean Pierre-Bloch,
- Raymond Roche.

## Reconnaissance
Pour son rôle dans l’organisation de l’évasion de Mauzac, Lazare Rachline fut décoré par le Royaume-Uni, ainsi qu’en témoigne la citation comme officier honoraire de la division civile de l’ordre de l'Empire britannique, ainsi rédigée : « Exploit audacieux et brillamment exécutés — Monsieur Lazare Rachline — : […] Il organisa et supervisa une évasion de prison, avec corruption des gardiens, contrebande d’outils aux prisonniers et le transport rapide desdits prisonniers loin de la prison. Rachline avait organisé cette expédition dans les détails les plus minutieux. Tous les prisonniers reçurent de fausses cartes d’identités, on les a cachés un certain temps puis on leur a donné des provisions et des guides qui les conduisirent à la frontière espagnole. Après cet exploit, les recherches de la Gestapo se resserrent autour de Rachline […].».
Pierre-Bloch écrira de Lazare Rachline : « Pour moi, je le revois après l’évasion sensationnelle du camp de Mauzac qu’il avait organisée de main de maître […] ».

## Sources et liens externes

### Témoignages directs
- George Langelaan, Missions spéciales, éd. Hachette 1963 ; rééd. Club des Amis du Livre, 1963.
- Robert Lyon, témoignage in Danièle Lheureux, La Résistance "Action Buckmaster" Sylvestre-Farmer, Roubaix, Le Geai Bleu, 2001-2002, vol. I : Avec le capitaine "Michel", 2001,  (ISBN 2-914670-01-X) ;
- Jean Pierre-Bloch
  - Le Temps d'y penser encore, Jean-Claude Simoën, 1977.
  - Numéro spécial des Perspectives France Israël en hommage à Lazare Rachline, no 21, mars 1968.
- Lazare Rachline, Témoignage recueilli pour la Commission d'Histoire de l’Occupation et de la Libération de la France par Mlle Gouineau les 23/10/50 — 17/2/51 — 9/10/51, etc., consultable au CARAN (Paris) (cote AN : 72 AJ 1911).
- Thérèse Mitrani "Denise", Service d’évasion, éditions Continents, 1946.

### Récits
- Michael R. D. Foot, Des Anglais dans la Résistance. Le Service Secret Britannique d'Action (SOE) en France 1940-1944, annot. Jean-Louis Crémieux-Brilhac, Tallandier, 2008,  (ISBN 978-2-84734-329-8) /  (EAN 9782847343298). Traduction en français par Rachel Bouyssou de (en) SOE in France. An account of the Work of the British Special Operations Executive in France, 1940-1944, London, Her Majesty's Stationery Office, 1966, 1968 ; Whitehall History Publishing, in association with Frank Cass, 2004. Voir le récit de l'évasion de Mauzac p. 301-302. Ce livre présente la version officielle britannique de l’histoire du SOE en France.
- Lt. Col. E.G. Boxshall, Chronology of SOE operations with the resistance in France during world war II, 1960, document dactylographié (exemplaire en provenance de la bibliothèque de Pearl Witherington-Cornioley, consultable à la bibliothèque de Valençay). Voir sheet 0, FIRST STEPS BY SOE TO START OPERATIONS IN FRANCE, p. 4.
- Vincent Nouzille, L'espionne : Virginia Hall, une Américaine dans la guerre, Paris, Fayard, octobre 2007, 443 p. (ISBN 978-2-213-62827-1, présentation en ligne), chap. 13 (« La grande évasion de Mauzac »), p. 179-187.
- Maurice Nicault, Résistance et Libération de l'Indre — Les Insurgés, Royer, passé simple, 2003,  (ISBN 2-908670-85-2).
- François Rachline, L. R. Les Silences d’un Résistant, Albin Michel, 2015 ;  (ISBN 978-2-226-31818-3). Biographie de Lazare Rachline par son fils. L’évasion de Mauzac est traitée pages 99 à 125.

### Téléfilm
- Jean Kerchbron, Adieu Mauzac ; scénario, adaptation et dialogues de Henri Noguères ; diffusion le samedi 25 avril 1970 sur la 1re chaîne de l’ORTF, suivie d'un débat, mené par Henri Noguères, avec la participation de plusieurs protagonistes, dont 5 évadés sur les 7 survivants (George Langelaan, Robert Lyon, Georges Bégué, Raymond Roche, Jean Pierre-Bloch), et 3 aides (l’avocat Armand Boëau Brissonnière, le gardien Joseph Velten, le chauffeur Albert Rigoulet).
Film : (1/2) 1:06:37 ; (2/2) 23:35 + Débat 15:08 + Générique 1:49